# Euonymus pseudovagans
Euonymus pseudovagans är en benvedsväxtart som beskrevs av Charles-Joseph Marie Pitard. Euonymus pseudovagans ingår i släktet Euonymus och familjen Celastraceae. Inga underarter finns listade.